# K-SAM Pegasus
K-SAM Pegasus (K31, koreanisch 천마 „Chunma“) ist ein südkoreanisches allwetterfähiges, Tag-Nacht-einsetzbares, autonomes und ECM-resistentes Flugabwehrraketen-System zur Bekämpfung von Hubschraubern und Kampfflugzeugen in niedriger bis mittlerer Flughöhe. Es wird zusammen mit K30 Biho von der Luftverteidigungseinheit der Südkoreanisches Heer verwendet.

## Gliederung
Das K-SAM-Flugabwehrraketensystem stellt die koreanische Version des französischen Crotale/Shahine-Flugabwehrraketensystems dar. Das Kurzstrecken-Luftabwehrraketensystem wurde entwickelt, um die koreanischen Bodentruppen oder wichtige Einrichtungen wirkungsvoll vor Luftangriffen schützen zu können. Das System befindet sich auf einem kettengetriebenen Panzerfahrzeug.
Das K-SAM-Programm wurde 1989 von der südkoreanischen Regierung ins Leben gerufen. Im Jahr 1999 bestellte die südkoreanische Armee 48 Systeme in einem Gesamtwert von 330 Millionen Euro. Die Auslieferung war 2005 vollendet. Danach wurde die Produktion 2011 abgeschlossen und mehr als 100 Einheiten eingesetzt.

## Technik

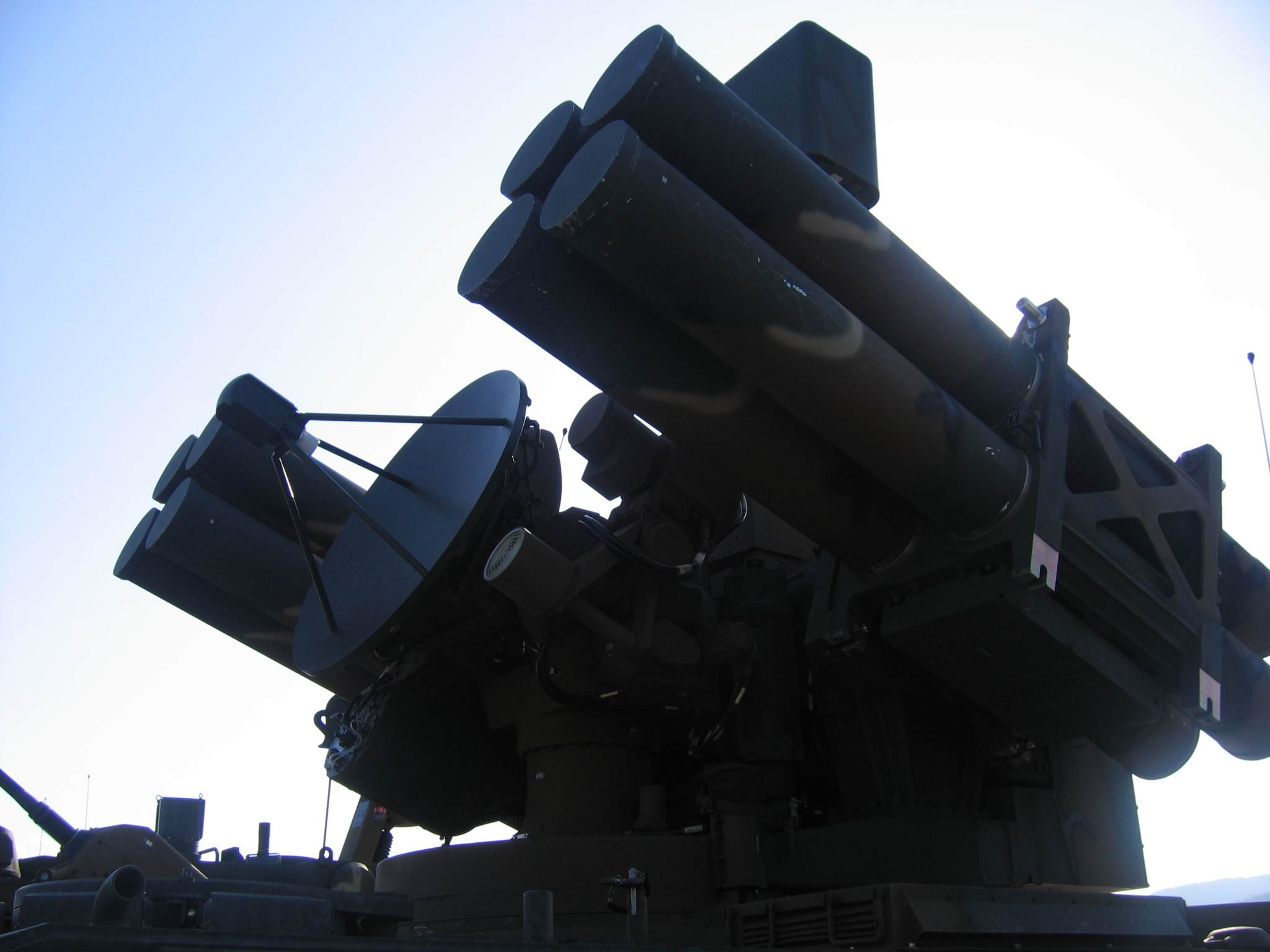
Die Waffenstation des K-SAM mit insgesamt acht Raketenstartbehältern

Das K-SAM-Flugabwehrsystem ist mit acht Raketenstartbehältern ausgestattet, wobei sich jeweils vier links und rechts neben dem Folgeradar in der Konfiguration 2×2 befinden. Die Raketen werden über Funkkommandos ins Ziel gelenkt und besitzen Annäherungszünder.
Der Flugabwehrpanzer ist mit zwei Radarsystemen ausgestattet. Zur Zielaufklärung verfügt der K-SAM auf der Turmoberseite über ein leistungsfähiges Doppler-Rundsuchradar mit einer Reichweite von 20 Kilometern, das im S-Band arbeitet. Es kann gleichzeitig acht Ziele verfolgen und identifizieren. An der Turmfront befindet sich das Folgeradar, das im Ku-Band arbeitet und eine Reichweite von 16 Kilometern hat. Es kann Flugziele verschiedener Geschwindigkeit verfolgen, vom schwebenden Helikopter bis zu Mach-2-schnellen Flugzeugen. Zusätzlich ist das Fahrzeug mit TV- und FLIR-Kameras ausgestattet, die über eine maximale Reichweite von 15 Kilometern verfügen.